# Charles Clapper
Charles Ellis Clapper (Memphis, Tennessee, 20 de desembre de 1875 - Chicago, Illinois, 14 de setembre de 1937) va ser un lluitador estatunidenc que va competir a primers del segle xx. El 1904 va prendre part en els Jocs Olímpics de Saint Louis, on va guanyar la medalla de bronze en la categoria de pes ploma, de fins a 61,2 kg, en imposar-se a Frederick Ferguson en la lluita per la tercera posició. En semifinals havia perdut contra Benjamin Bradshaw, futur vencedor de la prova.